# Difeomorfisme local
En matemàtiques, i més específicament en geometria diferencial, un difeomorfisme local és un tipus especial d'aplicació entre dues varietats diferenciables, tal que localment preserva l'estructura diferenciable.
Els difeomorfismes locals són importants en geometria diferencial i en topologia algebraica, ja que apareixen en aplicar el teorema de la funció inversa i també són difeomorfismes locals els revestiments diferenciables.

## Definició
Siguin M i N dues varietats diferenciables. Una aplicació {\displaystyle f\colon M\to N} és un difeomorfisme local en un punt x de M si existeix un subconjunt obert U de M contenint x tal que {\displaystyle f(U)} és un subconjunt obert de N i l'aplicació restringida {\displaystyle f|_{U}\colon U\to f(U)} és un difeomorfisme.
L'aplicació f es diu difeomorfisme local quan la propietat anterior es compleix en tot punt de M.
De manera anàloga es parla de difeomorfisme local de classe {\displaystyle \mathrm {C} ^{k}} quan es consideren difeomorfismes de classe {\displaystyle \mathrm {C} ^{k}}.
La mateixa definició s'aplica en particular quan M i N són subconjunts oberts d'espais euclidians.

## Observacions
Cal notar que el terme difeomorfisme local no es refereix a un tipus especial de difeomorfisme, ni a una aplicació definida només localment.
Així, encara que totes les varietats diferenciables de dimensió n són localment difeomorfes a {\displaystyle \mathbf {R} ^{n}}, això no significa que entre una varietat d'aquestes (per exemple l'esfera n-dimensional) i {\displaystyle \mathbf {R} ^{n}} existeixi un difeomorfisme local.
Quan existeix un difeomorfisme local entre dues varietats, necessàriament tenen la mateixa dimensió.

## Propietats
Tot difeomorfisme local és un homeomorfisme local i, per tant, també és una aplicació oberta, és a dir, aplica conjunts oberts en conjunts oberts.
Tanmateix, un homeomorfisme local diferenciable no té per què ser un difeomorfisme local, de la mateixa manera que un homeomorfisme diferenciable no té per què ser un difeomorfisme.
Per exemple, l'aplicació f: R → R definida per f(x) = x3 és un homeomorfisme diferenciable però no un difeomorfisme local.
Un difeomorfisme local bijectiu és un difeomorfisme.
Més generalment, si {\displaystyle f\colon M\to N} és un difeomorfisme local injectiu, llavors la seva imatge f(M) és un subconjunt obert de N, i l'aplicació induïda {\displaystyle f\colon M\to f(M)} és un difeomorfisme.
El teorema de la funció inversa afirma que una aplicació diferenciable f: M → N és un difeomorfisme local en un punt x sii l'aplicació tangent de f en x, Txf: TxM → Tf(x)N, és un isomorfisme lineal.
(Si f és només de classe {\displaystyle \mathrm {C} ^{k}}, amb {\displaystyle k\geq 1}, aleshores f és un difeomorfisme local de classe {\displaystyle \mathrm {C} ^{k}}.)
El teorema de la funció inversa és aplicable a varietats diferenciables de dimensió finita, i també en alguns casos a varietats de dimensió infinita, com ara les varietats de Banach, on l'espai model local és un espai de Banach.
En el cas d'una aplicació entre conjunts oberts d'un espai euclidià {\displaystyle \mathbf {R} ^{n}}, l'aplicació tangent ve representada per la matriu jacobiana, i comprovar que és un isomorfisme només requereix comprovar que el seu determinant (jacobià) sigui no nul.

### Exemple
L'aplicació {\displaystyle f\colon \mathbf {R} ^{2}\to \mathbf {R} ^{2}} definida per {\displaystyle f(x,y)=(e^{x}\cos y,e^{x}\sin y)} és de classe {\displaystyle \mathrm {C} ^{\infty }} i és un difeomorfisme local. Això es comprova fàcilment, ja que la seva matriu jacobiana té determinant (jacobià) {\displaystyle e^{2x}}, enlloc nul, la qual cosa significa que l'aplicació tangent és invertible en tot punt. Tanmateix f no és un difeomorfisme global, ja que no és injectiva (perquè f(x,y)=f(x,y+2kπ) per a k enter) ni suprajectiva (el punt (0,0) no és un valor de la funció).